# スガサダシュ・スタジアム
スガサダシュ・スタジアム（英語: Sugathadasa Stadium）は、スリランカのコロンボにある多目的スタジアムである。
主にサッカーの試合に用いられる。キット・プレミアリーグに所属するラトナムSCがホームスタジアムとして使用している他、サッカースリランカ代表のホームスタジアムとしても利用される。
収容人数は25,000人。2002年にはアジア陸上競技選手権大会のメイン会場として、2010年にはAFCチャレンジカップ2010決勝戦の会場として、2012年にはアジアジュニア陸上競技選手権大会のメイン会場として使用された。